# Agallia brasiliana
Agallia brasiliana är en insektsart som beskrevs av Dutra 1966. Agallia brasiliana ingår i släktet Agallia och familjen dvärgstritar. Inga underarter finns listade i Catalogue of Life.